# Forord
Et fordord er et (typisk kort) stykke tekst, der nogle gange er placeret i begyndelsen af en bog eller anden type litteratur. Ofte vil forordet være skrevet af en anden person end den primære forfatter på værket, og det fortæller ofte om nogle af de interaktioner, der har været mellem forfatteren til forordet og bogens primære forfatter, eller om den historie som bliver fortalte i værket. Senere version af bogen har nogle gange et nyt forord, der bliver trykt på siden før tidligere forord, og kan forklare hvilke aspekter af værket, der afviger fra tidligere udgaver.
Når et forord bliver skrevet af forfatteren til hele værket kan det indbefatte historien om, hvordan værket blev til, eller hvordan ideen til bogen har udviklet sig, eller det kan inkludere taksigelse og anerkendelser til person, som har hjulpet forfatteren under skriveprocessen.
Normalt vil siderne med forordet ikke være nummeret som en del af hele værket, der normalt bruge arabiske tal. Hvis det har sidetal vil det ofte være med romertal.
Det engelsk ord, foreword blev først brugt i midten af 1600-tallet, og blev oprindeligt brugt i filologi. Det er muligvis et oversættelseslån af det tyske ord vorword, der selv er et oversættelseslån fra det latinske praefatio.